# 阿氏雀鯛
阿氏雀鯛（學名：Pomacentrus agassizii），是輻鰭魚綱鱸形目雀鯛科雀鯛屬的其中一種，分布於西印度洋馬達加斯加、留尼旺島與模里西斯海域，深度1至4公尺，體長可達11公分，棲息在潟湖及珊瑚礁區，以浮游生物為食，繁殖期時成對出現，雄魚會守護卵直到孵化，生活習性不明。